# Nécropole nationale de la Targette
Pour un article plus général, voir Sites funéraires et mémoriels de la Première Guerre mondiale (Front Ouest).
La nécropole nationale de la Targette de Neuville-Saint-Vaast, (Pas-de-Calais), est un cimetière de soldats français morts au cours de la Première et de la Seconde Guerre mondiale.

## Présentation
Répartie sur une superficie de 4,45 ha, la nécropole de la Targette contient 12 010 sépultures de combattants des deux guerres mondiales dont 3 382 soldats non identifiés rassemblés dans deux ossuaires,. Ouverte en 1919, la nécropole a fait l'objet de plusieurs réaménagements depuis.
La nécropole contient les sépultures de 11 443 soldats français de la Première Guerre mondiale morts au cours des deux batailles de l'Artois, en mai-juin et pendant l'automne 1915. Elle contient aussi les sépultures de 593 soldats français morts pendant la Seconde Guerre mondiale.
Les trois ossuaires contiennent les sépultures de :
- 3 212 soldats français inconnus de la Première Guerre mondiale ;
- 185 soldats français identifiés de la Première Guerre mondiale ;
- 225 soldats français inconnus de la Seconde Guerre mondiale.

L'essayiste mort au combat Paul Nizan y est enterré carré B, rangée 9, tombe no 8189.
En septembre 2023, le cimetière fait partie des 139 sites mémoriels et funéraires de la Première Guerre mondiale inscrits au patrimoine mondial lors de la 45e session du Comité du patrimoine mondial.

## Galerie de photographies

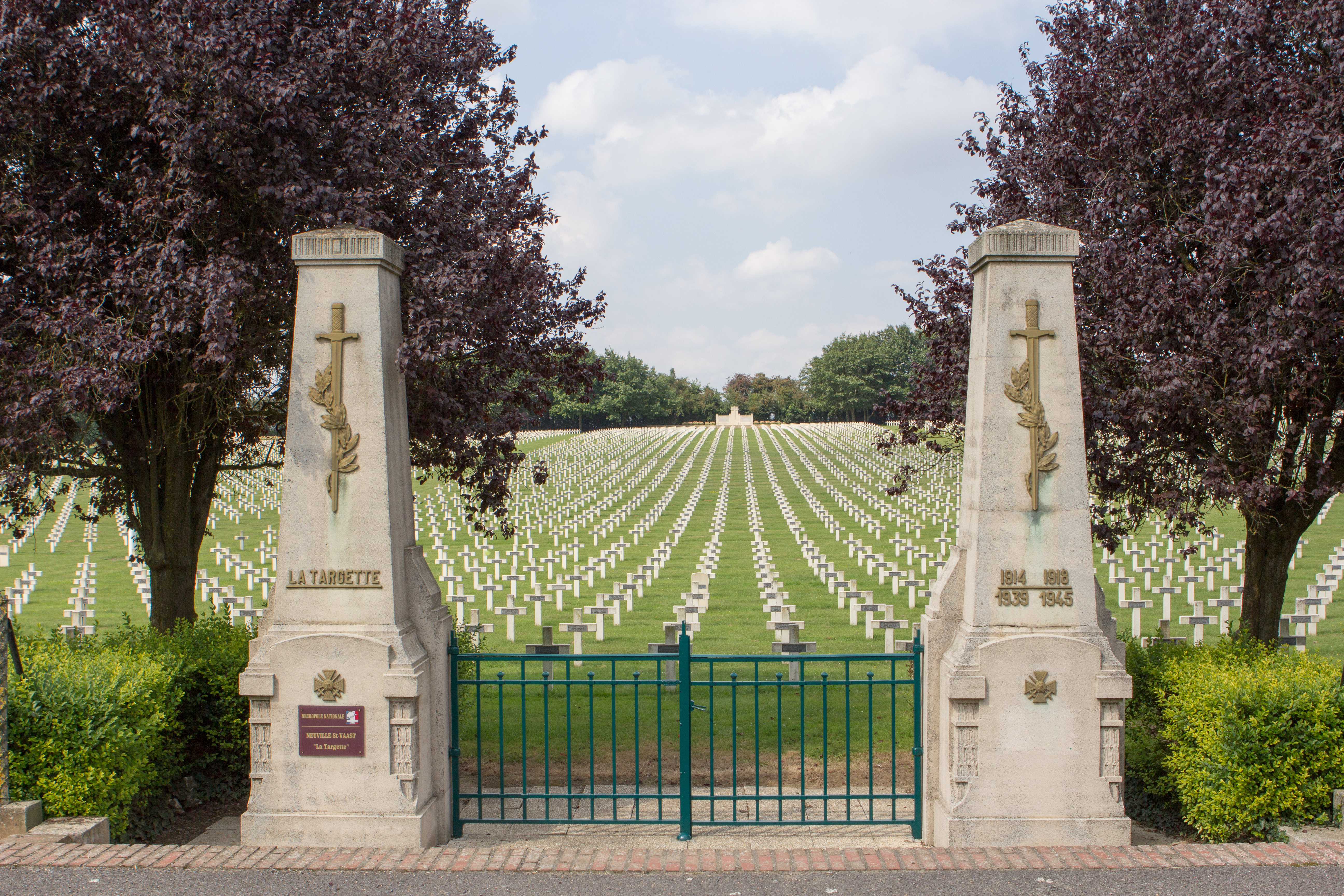
L'entrée du cimetière.
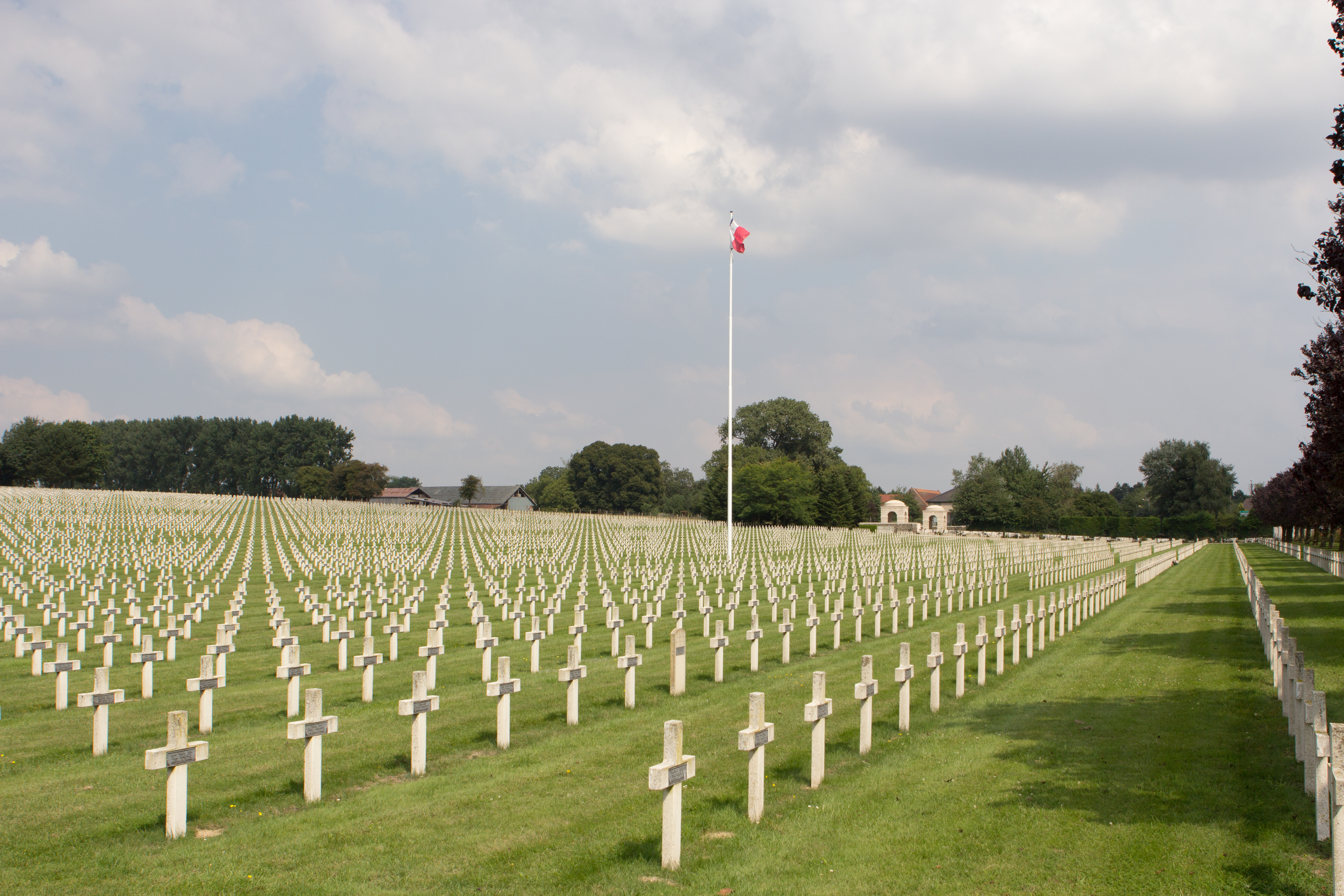
Vue d’ensemble du cimetière.
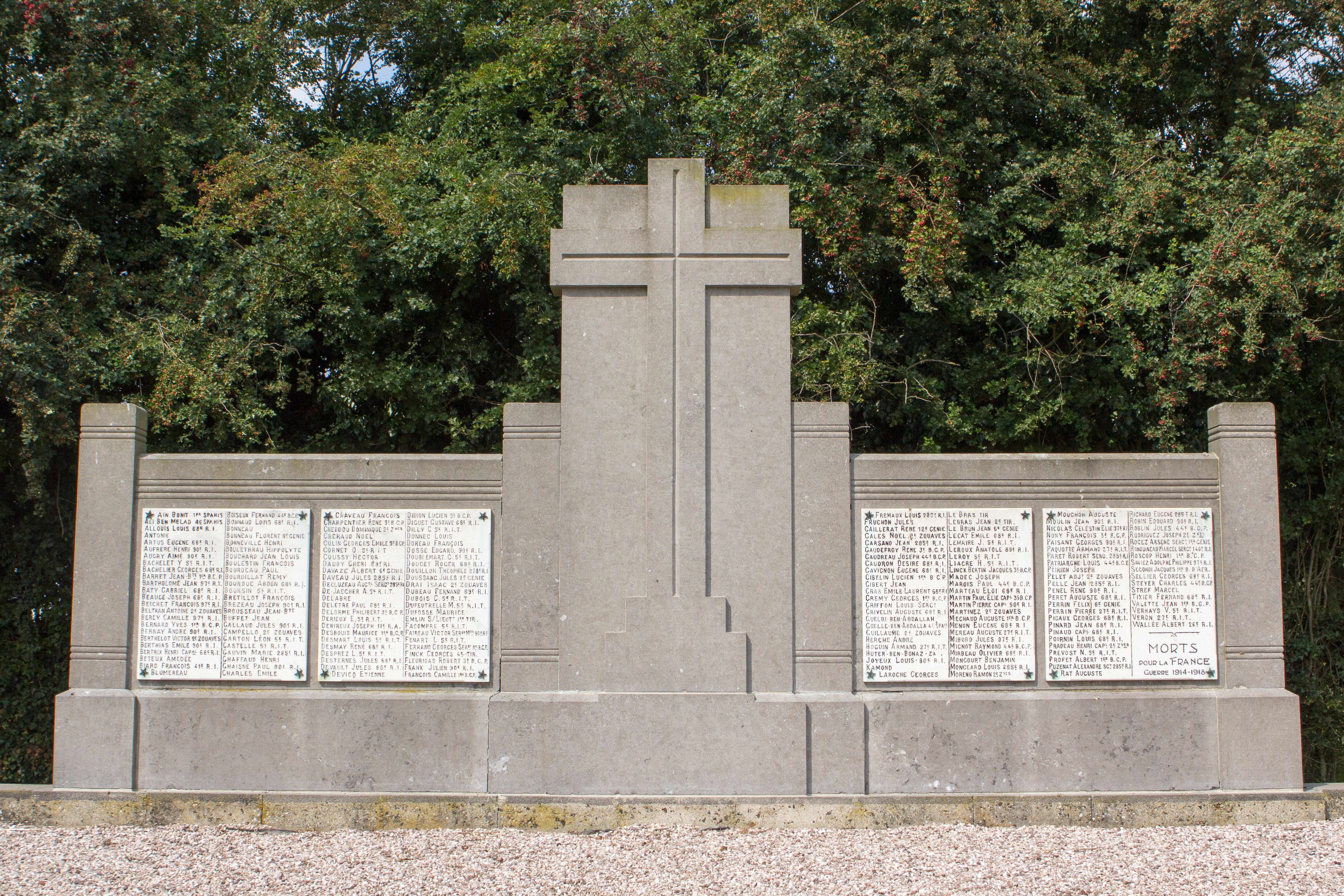
Un des trois ossuaires.
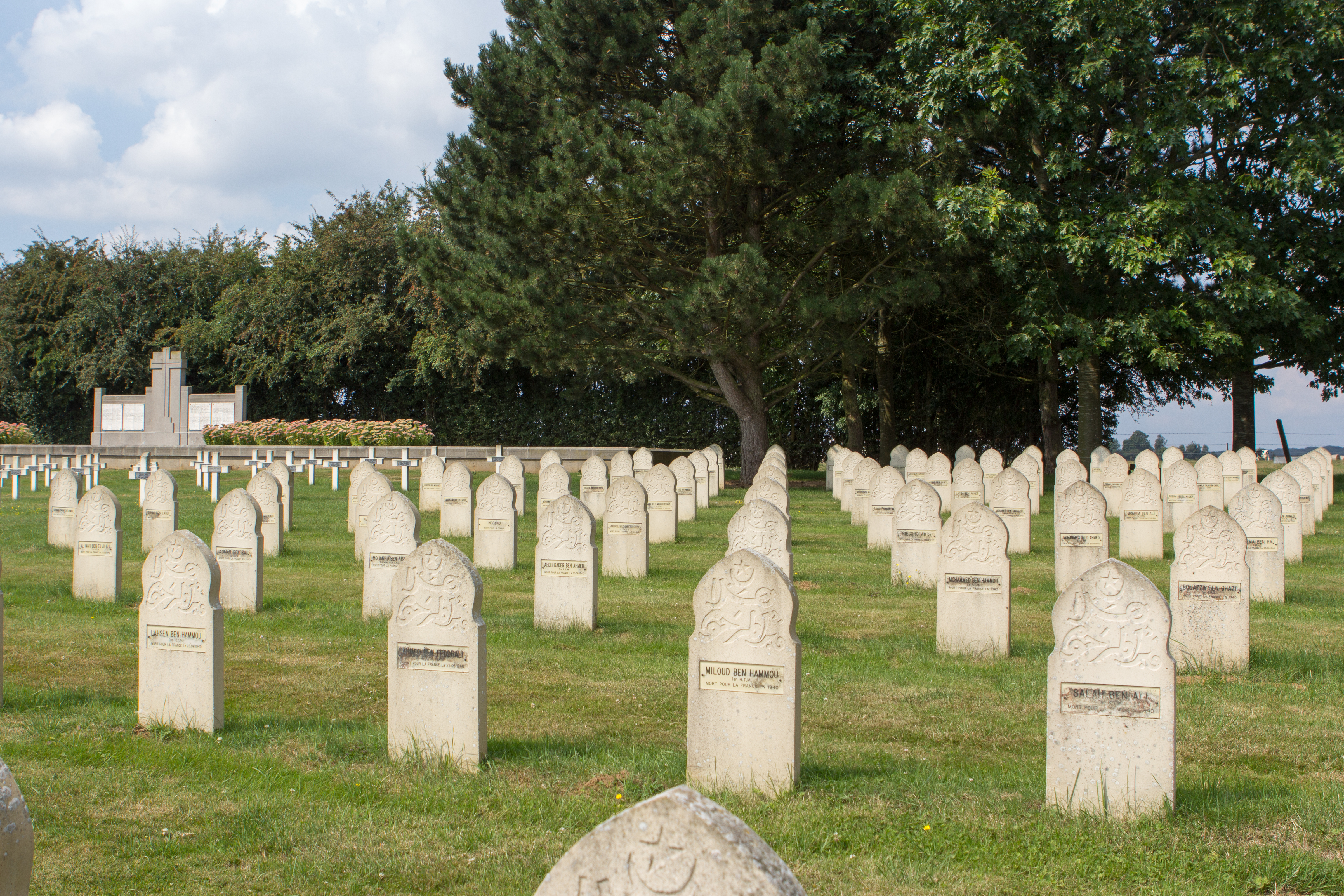
Le carré des soldats musulmans de la Seconde Guerre mondiale.